# Südstern (metropolitana di Berlino)
Südstern è una stazione della metropolitana di Berlino situata sulla linea U7.
Fu aperta nel 1924 col nome di Hasenheide e costruita da Alfred Grenander, ma già nel 1933 il nome cambiò in Kaiser-Friedrich-Platz e nel 1939 divenne poi Gardepionierplatz. Solo nel 1947 la stazione prese il nome definitivo di Südstern. Nel 1958 ci sono stati i lavori di ristrutturazione.
Nel 2010 la stazione può vantare di attrezzature per i ciechi e ipovedenti, tra cui un ascensore.

## Servizi
La stazione dispone di:
- Ascensore